# Grindon (Tyne and Wear)
Grindon – dzielnica miasta Sunderland, w Anglii, w Tyne and Wear, w dystrykcie metropolitalnym Sunderland. Leży 5 km od centrum miasta Sunderland, 14,6 km od miasta Newcastle upon Tyne i 385,6 km od Londynu. W 2001 roku dzielnica liczyła 9548 mieszkańców.